# Damien Chapelle
Damien Chapelle es un actor, bailarín, director y autor belga, nacido el 8 de diciembre de 1988 en Lieja.
Es especialmente conocido por desempeñar un papel destacado en Métamorphoses de Christophe Honoré y Peur de rien de Danielle Arbid.

## Filmografía

### Largometrajes
- 2014 : Bande de filles de Céline Sciamma : Cédric
- 2014 : Métamorphoses de Christophe Honoré : Bacchus
- 2015 : Peur de rien de Danielle Arbid : Julien
- 2016 : Marie et les Naufragés de Sébastien Betbeder : Oscar
- 2016 : Le Secret des banquises de Marie Madinier : Siegfried
- 2016 : Planetarium de Rebecca Zlotowski : Louis
- 2017 : Espèces menacées de Gilles Bourdos
- 2018 : La Prière de Cédric Kahn
- 2019 : Mes jours de gloire d'Antoine de Bary

### Cortometraje
- 2011 : Les Corps conducteurs de Zeno Graton
- 2012 : SEC de Alexander Wolfgang y Fernando Vandekeybus
- 2018 : Ici le chemin des ânes de Lou Rambert Preiss

## Premios y nominaciones
- Premios César a Mejor actor de revelación (preselección) por Espèces menacées de Gilles Bourdos